# Serge Ruffieux
Pour les articles homonymes, voir Ruffieux (homonymie).

Serge Ruffieux est un designer italo-suisse,. 

## Biographie

### Jeunesse et formation
Né dans la vallée de Joux,, à 16 ans, il intègre une formation de tailleur en apprentissage, à Nyon, ville située à 25 km de Genève. Il y fait ses armes pendant trois ans puis intègre l'École des Arts décoratifs de Genève dont il sort diplômé en 1997. Pendant ce cursus, il effectue son premier stage à Paris, chez Thierry Mugler. Suivent d’autres stages chez Christian Lacroix, Martine Sitbon et Sonia Rykiel. 

### Carrière
Il occupe ensuite son premier poste chez Moschino à Milan où il supervise, en tant que designer, la ligne Cheap & Chic, pendant trois ans et demi. Rappelé par Sonia Rykiel, il rejoint la marque pour travailler en collaboration avec la styliste, développant avec elle une relation fusionnelle. Après un bref passage au sein de Cacharel, aux côtés des designers Mark Eley et Wakako Kishimoto , il intègre la maison Christian Dior en 2008, sous l’ère John Galliano. Après le départ de ce dernier, il travaille aux côtés de Bill Gayten qui assure l’intérim de la direction artistique des collections « Femme » puis de Raf Simons quand celui-ci est nommé à ce poste en 2012. Quand ce dernier quitte Dior en octobre 2015, Serge Ruffieux et Lucie Meier sont chargés de prendre le relais jusqu’à la nomination en juillet 2016 de Maria Grazia Chiuri. 
Le 18 janvier 2017 Serge Ruffieux est nommé directeur de la création de Carven. Son premier défilé a lieu en septembre 2017 sur le campus de Jussieu, de l'Université Pierre et Marie Curie annonçant une nouvelle èrepour l'entreprise française. 
En octobre 2017, Serge Ruffieux est nommé président du jury du défilé de la HEAD 2017.
Depuis 2019, Serge Ruffieux est directeur de création d’une marque de prêt-à-porter et d’accessoires, basée à Shanghai.
En 2021, il fonde, avec l'ancienne journaliste du Figaro, Emilie Faure, le studio de création 13 09 SR: "ma date de naissance et mes initiales comme un matricule".